# 12. listopada
12. listopada (12. 10.) 285. je dan godine po gregorijanskom kalendaru (286. u prijestupnoj godini).
Do kraja godine ima još 80 dana.

## Događaji
- 539. pr. Kr. – Kir Veliki osvaja Babilon.
- 1492. – Kristofor Kolumbo otkriva Ameriku i iskrcava se na otok San Salvador u Bahamskom arhipelagu.
- 1810. – Održan prvi Oktoberfest
- 1943. – Tomislav II. de jure kralj NDH. je potpisao abdikaciju.
- 1960. – Japanski radikalni nacionalist Otoya Yamaguchi napao predsjednika Japanske socijalističke partije Inejira Asanumu
- 1968. – Ekvatorska Gvineja porglasila neovisost od Špaljolske
- 1992. – SR Crna Gora postala Republika Crna Gora i proklamira ustav u komu je kao službeni jezik označen srpski jezik ijekavskoga izgovora.
- 2004. – HBK donijela odluku o osnivanju Hrvatskog katoličkog sveučilišta.
- 2005. – Lansirana kineska svemirska letjelica Šenzou 6

| - 1350. – Dimitrije Donski, vladar velike kneževine Moskve - 1798. – Pedro I. Brazilski, brazilski car († 1834.) - 1868. – August Horch, njemački inženjer († 1951.) - 1883. – Otto Heinrich Warburg, njemački liječnik, nobelovac († 1970.) - 1891. – Sveta Edith Stein, filozofkinja i svetica († 1942.) - 1918. – Emil Cossetto, hrvatski skladatelj i dirigent († 2006.) - 1918. – Jakov Altaras, hrvatsko-njemački radiolog († 2001.) - 1935. – Luciano Pavarotti, talijanski tenor († 2007.) - 1939. – Franjo Gregurić, hrvatski političar - 1955. – Ante Gotovina, hrvatski general - 1960. – Drago Krpina, hrvatski političar - 1967. – Darko Pernjak, hrvatski književnik | - 322. pr. Kr. – Demosten, grčki filozof (* 384. pr. Kr.) - 638. – Honorije I., papa - 642. – Papa Ivan IV., porijeklom iz Zadra - 1320. – Mihael IX. Paleolog, bizantski car (* 1277.) - 1435. – Agnes Bernauer, kojoj je kralj Ludvig I. Bavarski napisao pjesmu, nesuđeni uzrok rata - 1492. – Piero della Francesca, talijanski slikar (* 1412.) - 1576. – Maksimilijan II., car Svetog Rimskog Carstva, ugarsko-hrvatski kralj i češki kralj (* 1527.) - 1730. – Fridrik IV., kralj Danske i Norveške (* 1671.) - 1870. – Robert Edward Lee, američki vojskovođa (* 1807.) - 1924. – Anatole France, francuski književnik (* 1844.) - 1960. – Inejiro Asanuma, japanski političar (* 1898.) - 1987. – Fahri Korutürk, turski predsjednik (* 1903.) - 1991. – Velimir Đerek – Sokol, hrvatski vojni zapovjednik - 1991. – Ivan Brdar, hrvatski vojni zapovjednik[nedostaje izvor] - 2006. – Carlo Acutis, talijanski blaženik (* 1991.) - 2011. – Dennis Ritchie, američki računalni programer (* 1941.) |